# Mulgrave Street
| Recensione              | Giudizio |
| ----------------------- | -------- |
| AllMusic                | [ 1 ]    |
| Progarchives.com        | [ 2 ]    |
| Dizionario del Pop-Rock | [ 3 ]    |

Mulgrave Street è un album degli Amazing Blondel (in copertina il nome appare come Blondel mentre nel vinile riappare stampato come Amazing Blondel), pubblicato dalla DJM Music Records nel 1974.

## Tracce
Lato A
1. Mulgrave Street – 2:28 (Edward Baird)
2. Iron and Steel – 4:55 (Edward Baird)
3. Leader of the Band – 4:26 (Terence Wincott)
4. Light Your Light – 3:07 (Edward Baird)
5. Hole in the Head – 2:17 (Edward Baird)

Lato B
1. Help Us Get Along – 3:51 (Edward Baird)
2. See 'Em Shining – 2:38 (Edward Baird)
3. Love Must Be the Best Time of Your Life – 2:33 (Edward Baird)
4. All I Can Do – 2:46 (Edward Baird)
5. Goodbye Our Friends – 3:19 (Terence Wincott)
6. Sad to See You Go – 3:23 (Edward Baird)

## Musicisti
Mulgrave Street
- Edward Baird - voce solista, chitarra classica, chitarra elettrica
- Terence Alan Wincott - armonie vocali, chitarra ritmica, flauto
- Eddie Jobson - sintetizzatore moog, violino
- Mick Feat - basso
- William Murray - batteria

Iron and Steel
- Edward Baird - voce solista, chitarra elettrica, chitarra acustica, pianoforte
- Terence Alan Wincott - armonie vocali

Leader of the Band
- Terence Alan Wincott - voce solista, chitarra acustica
- Edward Baird - armonie vocali, chitarre
- Alan Spenner - basso
- William Murray - batteria

Light Your Light
- Edward Baird - voce solista, chitarra elettrica, basso, chitarra a dodici corde, snare drum
- Terence Alan Wincott - armonie vocali, pianoforte
- William Murray - batteria

Hole in the Head
- Edward Baird - pianoforte, chitarra elettrica
- Terence Alan Wincott - voce solista
- Paul Kossoff - chitarra solista
- Mick Feat - basso
- William Murray - batteria
- Sue Glover - voce, armonie vocali
- Sunny Leslie - voce, armonie vocali

Help Us Get Along
- Edward Baird - voce solista, armonie vocali, chitarra acustica
- Terence Alan Wincott - armonie vocali
- Mick Ralph - chitarra elettrica
- Boz Burrell - basso
- Simon Kirke - batteria

See Em Shining
- Edward Baird - voce solista, armonie vocali, chitarra acustica, basso
- Terence Alan Wincott - chitarra acustica, armonie vocali

Love Must Be the Best Time of Your Life
- Edward Baird - voce solista, armonie vocali, chitarra acustica, basso
- Terence Alan Wincott - armonie vocali, chitarra acustica

All I Can Do
- Edward Baird - voce solista, armonie vocali, chitarra classica, basso
- Terence Alan Wincott - armonie vocali, chitarra ritmica
- John Rabbit Bundrick - pianoforte, organo
- Simon Kirke - batteria
- Sue Glover - armonie vocali
- Sunny Leslie - armonie vocali

Goodbye Our Friends
- Terence Alan Wincott - voce solista, armonie vocali, chitarra ritmica
- Edward Baird - armonie vocali
- John Rabbit Bundrick - pianoforte
- Pat Donaldson - basso
- William Murray - batteria

Sad to See You Go
- Edward Baird - voce solista, armonie vocali
- Terence Alan Wincott - armonie vocali
- Eddie Jobson - pianoforte, sintetizzatore moog, violino

Note aggiuntive
- John Glover e Phil Brown - produttori
- Registrazioni effettuate al Island Studios (Basing Street WII) di Londra (Inghilterra)
- Phil Brown - ingegnere delle registrazioni
- Brian Cooke - fotografia
- Rick Irvine / David Scutt - design album[6]